# Bo Johansson
Bo Johansson (også kaldet Bosse, født 28. november 1942 i Kalmar, Sverige) var Danmarks fodboldlandstræner fra 1996 til 2000. Han var selv aktiv fodboldspiller i fjorten år, i Kalmar FF og Lindsdal, dog uden at vinde nogen trofæer. I 1977 blev han fuldtidstræner for sin gamle klub Kalmar FF, som han dog forlod efter to sæsoner. I løbet af de næste tre år førte han lokalrivalerne fra Östers IF til to mesterskaber i Allsvenskan – 1980 og 1981.
Bo Johansson måtte derefter vente 13 år på det næste mesterskab. Det kom i 1994 og var med det danske Superligahold Silkeborg IF, sammen med kåringen til Årets Træner i Danmark i 1994. I mellemtiden var Bosse i norske Jerv, græske Panionios og træner for det islandske landshold.
Siden er det ikke blevet til mesterskaber til den svenske træner, men i 1996 blev han landstræner for det danske landshold og førte det til VM-slutrunden i Frankrig i 1998 og til EM-slutrunden i Holland/Belgien i 2000. I alt stod han i spidsen for det danske landshold i 40 A-landskampe, og det resulterede i 17 sejre, ni uafgjort og 14 nederlag. Især VM-slutrunden i Frankrig må betegnes som et højdepunkt, hvor Danmark nåede kvartfinalen og tabte i en meget tæt kamp til de senere sølvvindere Brasilien.
Bosse har som en ud af kun fire trænere formået at kvalificere det danske landshold til en VM-slutrunde. I 2010 medvirkede han i samtalebogen 'VM-Bosserne', der (blandt andet) handler om VM-deltagelse, sammen med de to andre, der har opnået kvalifikation: Morten Olsen og Sepp Piontek. Bogen udkom på Forlaget Turbulenz.
Desværre kunne Bosse ikke leve op til resultatet to år senere ved europamesterskabet, hvor det danske landshold tabte de tre første kampe – og dermed måtte rejse hjem. Efter den slutrunde forlod Bo Johansson trænerrollen i tre år, inden han dukkede op som træner for den svenske storklub, IFK Göteborg i 2003.
I 2005 flyttede Bo Johansson til den norske Tippeliga-klub Molde som han førte til triumf i den norske pokalturnering inden han i november 2005 trak sig tilbage som fodboldtræner. Han bor i dag i sit hus lidt uden for Kalmar, hvor det hele startede.
Ud over at være fodboldtræner har Bo Johansson også været foredragsholder. Han har primært holdt foredrag om ledelsesstil, da han i fodboldkredse har været kendt for at være anderledes i forhold til mange andre trænere.[kilde mangler]